# Cheiranthera
Cheiranthera es un género de plantas perteneciente a la familia Pittosporaceae.

## Taxonomía
El género fue descrito por A.Cunn. ex Brongn. y publicado en Voyage Autour du Monde t. 77. 1826. La especie tipo es: Cheiranthera cyanea Brongn.
Etimología
Cheiranthera: nombre genérico que deriva del griego kheir, = "mano" y anthera = "antera: donde se refiere a los 5 estambres de pie como los dedos de una mano.

## Especies
Las especies, que son endémicas de Australia, incluyen:
- Cheiranthera alternifolia E.M.Benn.
- Cheiranthera cyanea Brongn.
- Cheiranthera filifolia Turcz.
- Cheiranthera linearis A.Cunn. ex Lindl.
- Cheiranthera preissiana Putt.
- Cheiranthera telfordii L.Cayzer & Crisp
- Cheiranthera volubilis Benth.